# Beurawe
Beurawe is een bestuurslaag in het regentschap Banda Aceh van de provincie Atjeh, Indonesië. Beurawe telt 4839 inwoners (volkstelling 2010).